# Laurie Baker (Architekt)

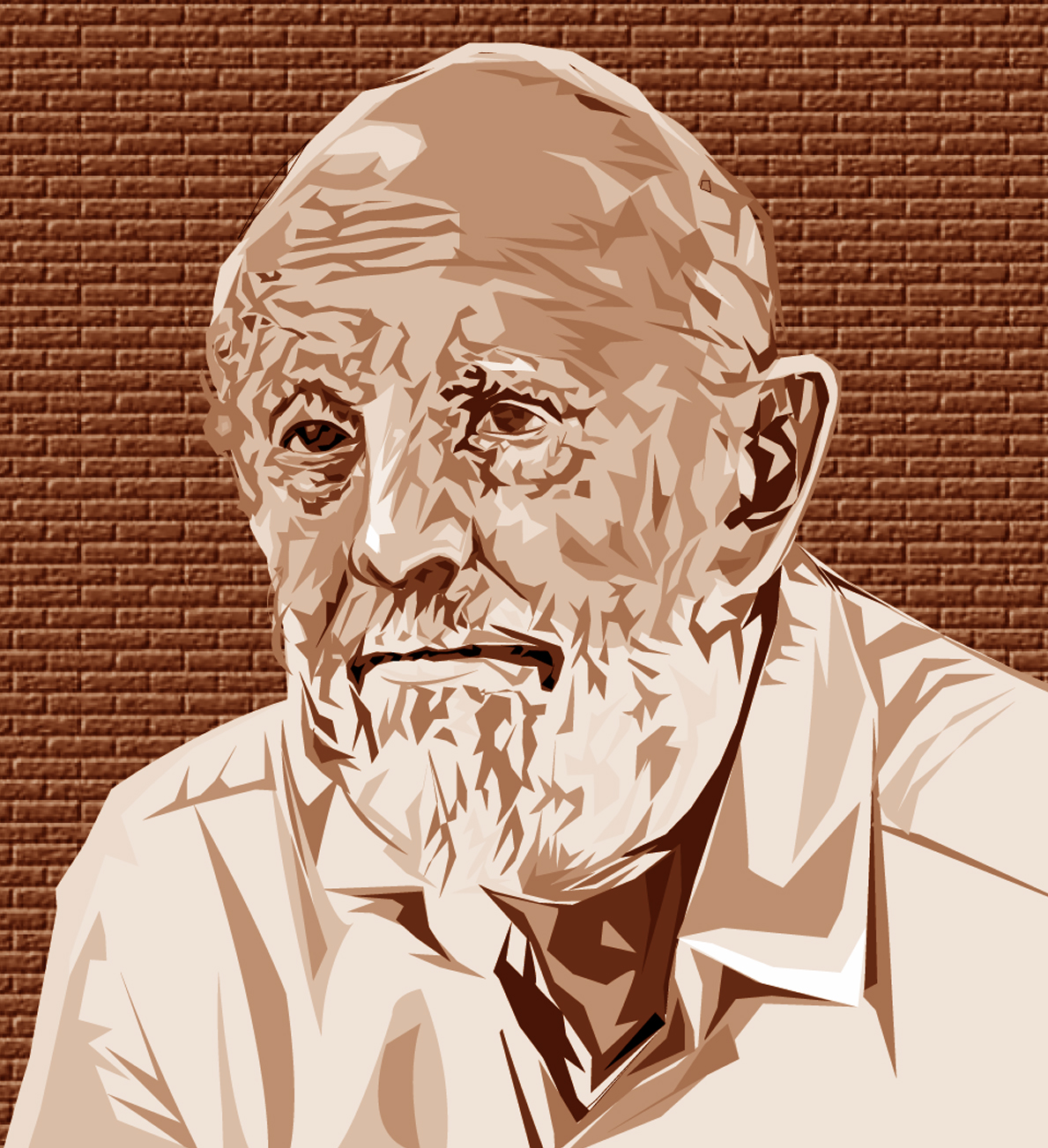
Laurie Baker

Laurence Wilfred Laurie Baker (* 2. März 1917 in Birmingham, England; † 1. April 2007 in Thiruvananthapuram, Indien) war ein vielfach preisgekrönter, in England geborener Architekt, der durch seine Initiativen für kosteneffektives und energieeffizientes Bauen in Verbindung mit cleverer Raumausnutzung und einfacher, aber ansprechender ästhetischer Empfindsamkeit bekannt wurde. Laurie Baker zog im Jahr 1945 als Teilzeit-Missionar nach Indien, wo er über 60 Jahre lang lebte und arbeitete. 1988 erhielt er die indische Staatsbürgerschaft und hatte seinen Wohnsitz in Thiruvananthapuram, Kerala. 1990 verlieh ihm die indische Regierung den „Padma-Shri“-Orden als Anerkennung seiner Verdienste auf dem Gebiet der Architektur.

## Leben
Baker wurde in eine standhafte Methodistenfamilie geboren. Noch als Teenager begann Baker sich zu fragen, was Religion ihm bedeutete, und entschied sich Quäker zu werden, weil es seinem persönlichen Glauben näherkam. Baker studierte Architektur in Birmingham und graduierte 1937 im Alter von nur 20 Jahren in einer von erheblichen Unruhen geprägten politischen Epoche Europas.
Während des Zweiten Weltkriegs diente er als Freiwilliger in der von einzelnen Mitgliedern der britischen Quäker gegründeten Friends' Ambulance Unit (FAU) in China und Burma.
Seine anfängliche Verpflichtung für Indien ließ ihn ab 1945 als Architekt für eine internationale und interkonfessionelle Mission arbeiten, die sich der Pflege von Leprakranken widmete. Als neue Medikamente zur Behandlung der Krankheit auf den Markt kamen, richteten sich seine Verantwortlichkeiten mehr auf den Umbau und den Ersatz der unzumutbaren Heime, in denen die verbannten Kranken untergebracht waren. Schon bald erwies sich sein akademisches Wissen als unbrauchbar im Hinblick auf die Materialien und Probleme, mit denen er konfrontiert wurde: Termitenfraß und der jährliche Monsun, Laterit, Kuhdung und Schlammwände waren nur einige der Stichworte. Baker hatte keine andere Wahl, als von den Methoden und Praktiken der einheimischen, indischen Architektur zu lernen. Inspiriert von seinen Entdeckungen, die eigentlich nur auf dem Allgemeinwissen der lokalen Häuslebauer beruhten, begann er einen Stil zu entwickeln, der sich mehr an der vorgefundenen Kultur und den Bedürfnissen derer orientierte, die diese Bauwerke schließlich nutzen würden, in Abkehr von den eher modernistischen Wünschen seiner zahlenden Kundschaft.

## Architektonischer Stil

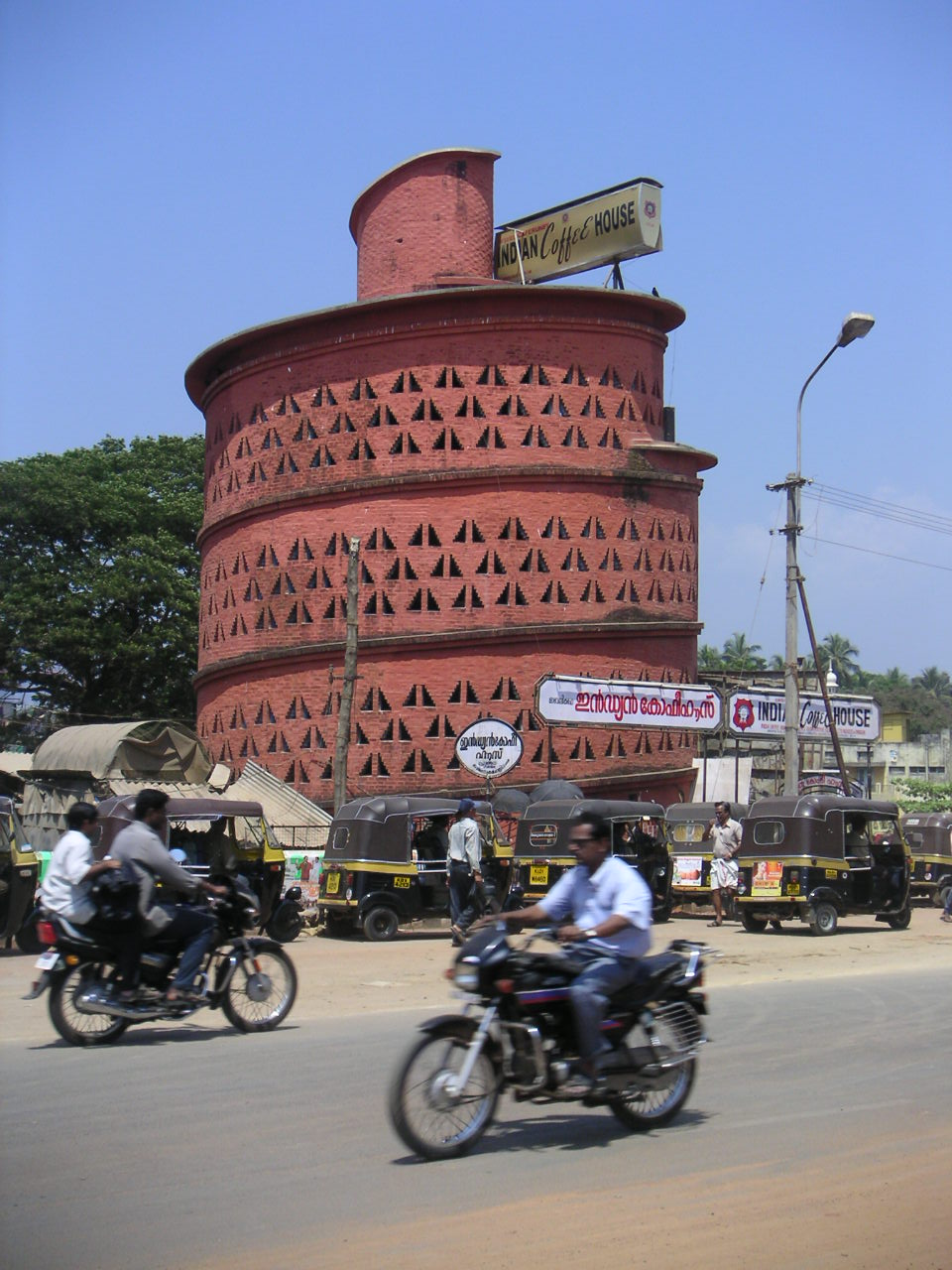
Indian Coffee House in Thiruvananthapuram (Trivandrum), Kerala

Durch seine von Mahatma Gandhi ermutigten Baupraktiken wurde Laurie Baker schnell bekannt als Designer und Baumeister von Häusern und Bauwerken mit niedrigen Kosten und hoher Qualität, die auch ästhetisch beeindrucken konnten. Ein großer Teil seiner Arbeit widmete sich den Wünschen mittlerer und unterer Einkommensschichten. Seine Gebäude beinhalten oft reichhaltige, manchmal virtuose Mauerkonstruktionen, die Zurückgezogenheit suggerieren und die indische Architekturgeschichte mit Jali-Ziegelsteinmauern
beschwören. Jali ist eine perforierte Ziegelsteinwand, die natürliche Luftbewegungen dazu nutzt, die Innenräume eines Hauses zu kühlen und kunstvolle Muster aus Licht und Schatten zu erschaffen. Bakers Designs setzen grundsätzlich auf traditionelle indische Neigedächer mit Terrakotta-Mangalore-Dachziegel-Deckungen, die zusätzlich mit Giebeln und Luftlöchern versehen sind, die es aufsteigender heißer Luft erlauben zu entweichen. Gekrümmte Mauern sollen mehr Volumen zu niedrigeren Kosten garantieren. Laurie Baker hatte beim Bauen offensichtlich mehr Spaß mit dem Zirkel als mit dem Lineal. Baker wurde oft gesehen, wie er in großen Haufen von Bergematerial stöberte und nach geeigneten Baumaterialien suchte, wie zum Beispiel Tür- und Fensterrahmen. Ein echter Glücksfall war der kunstvoll gemeißelte Eingang zum Chitralekha Filmstudio, der in einem Schrotthaufen gefunden wurde.
Bakers architektonische Methode beruht auf Improvisation, bei der die ursprünglichen Zeichnungen nur idealistische Hinweise zur endgültigen Konstruktion geben. Die meisten der Anpassungen und die Designauswahl werden dabei vom Architekten persönlich an Ort und Stelle getroffen. Milchflaschenabteile nahe der Türtreppe, Fensterbretter doppelt so dick wie die Oberfläche einer Sitzbank und eine Leidenschaft zur Einbeziehung der natürlichen Gegebenheiten einer Baustelle sind nur einige Beispiele. Nur selten wird eine topografische Linie gestört oder ein Baum entwurzelt. Das spart auch Konstruktionskosten, weil das Arbeiten unter schwierigen Baustellenbedingungen mitunter kosteneffektiver ist als eine Rodung. Es sei reine Geldverschwendung, eine gut gestaltete Baustelle einzuebnen, sagte er einmal.
Im Widerstand zur vorherrschenden Hochtechnologie schuf Baker 1971 im Zentrum für Entwicklungsstudien in Trivandrum ein Kühlsystem, indem er einen hohen vergitterten Ziegelwall in der Nähe eines Teiches platzierte, um so Luftdruckunterschiede dazu zu nutzen, kühle Luft durch ein Gebäude zu ziehen. Seine Verantwortlichkeiten gegenüber den niemals identischen Baustellenbedingungen und sein glaubensbedingter Respekt vor der Natur ermöglichten ihm offensichtlich die Verschiedenartigkeit und Buntheit, die sein Werk durchdringt.
Viele von Laurie Bakers Schriften wurden vom Zentrum der Wissenschaft und Technologie für ländliche Entwicklung (kurz COSTFORD) veröffentlicht und sind auch dort erhältlich. COSTFORD setzt die bauliche Arbeit in seinem Sinne fort.

## Werke (Auswahl)
- 1967–71: Centre for Development Studies in Thiruvananthapuram
- nach 1967: Madurai Boys’ Town, Phase II in Madurai
- 1970: Loyola Graduate Women’s Hostel in Thiruvananthapuram
- 1971: Loyola Chapel and Auditorium in Thiruvananthapuram
- um 1980: Indian Coffee House (Maveli Café) in Thiruvananthapuram

## Auszeichnungen
- 1981: Doctor Of Letters verliehen von der Königlichen Universität der Niederlande für hervorragende Arbeit in der Dritten Welt
- 1983: Order of the British Empire, MBE
- 1987: Empfang der ersten Indian National Habitat Auszeichnung
- 1989: Indian Institute of Architects: Hervorragender Architekt des Jahres
- 1990: Verleihung des Padma Shri
- 1990: Großer Meister Architekt des Jahres
- 1992: UNO Habitat Auszeichnung & UN Ehrenrolle
- 1993: Auszeichnung der International Union of Architects (IUA)
- 1993: Sir Robert Matthew Preis für die Verbesserung menschlicher Siedlungen
- 1994: Auszeichnung People of the Year
- 1995: Verleihung der Doktorwürde durch die Universität von Zentral-England in Birmingham (heute Birmingham City University)
- 1998: Verleihung eines Doktorgrades durch die Sri Venkateshwara Universität
- 2001: Auszeichnung der Coinpar MR Kurup Stiftung
- 2003: Basheer Puraskaram
- 2003: Doctor Of Letters von der Universität Kerala
- 2005: Regierung von Kerala: Zeugnis der Wertschätzung
- 2006: L-Ramp Auszeichnung für hervorragende Leistungen
- 2006: Nominierung für den Pritzker-Preis